# Södra Sörlingstjärnen
Södra Sörlingstjärnen är en sjö i Ljusnarsbergs kommun i Västmanland och Ludvika kommun i Dalarna som ingår i Norrströms huvudavrinningsområde.